# Antoni Lelowski

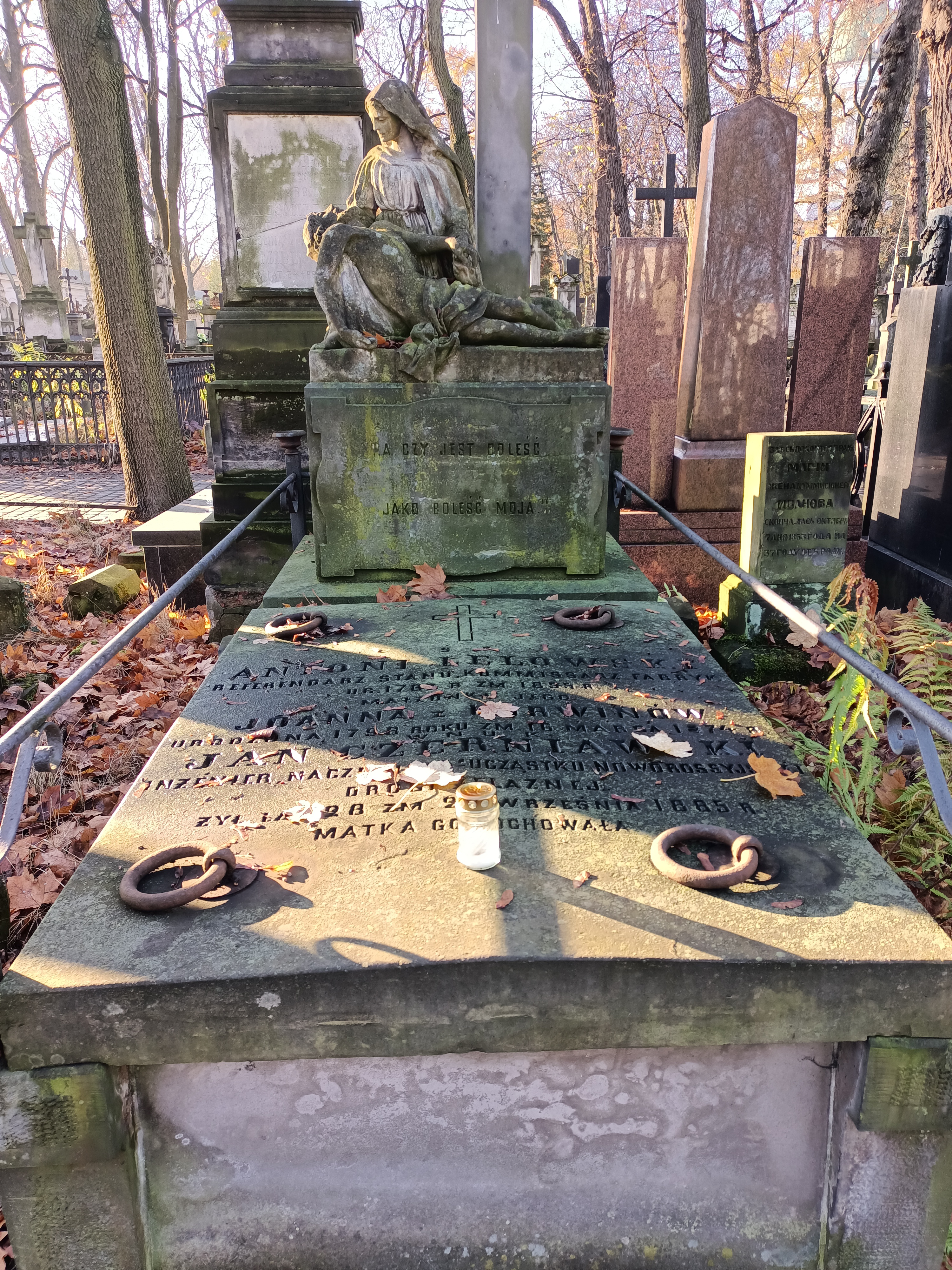
Grób Antoniego Lelowskiego na cmentarzu Powązkowskim w Warszawie

Antoni Lelowski (ur. 1783 w Stryju, zm. 26 czerwca 1855 w Warszawie) – polski przemysłowiec i urzędnik, popularyzator wiedzy techniczno-ekonomicznej, członek przybrany Towarzystwa Królewskiego Przyjaciół Nauk w Warszawie w 1829 roku.

## Życiorys
Pochodził z rodziny ziemiańskiej. Kształcił się we Lwowie.
W 1807 roku podjął pracę w administracji Księstwa Warszawskiego. W 1824 został asesorem Dyrekcji Przemysłu i Kunsztów. W latach 1825–1847 był komisarzem fabryk, realizując plan uprzemysłowienia kraju.
Lelowski był również wynalazcą, który w 1827 opracował metodę uzyskiwania cukru z pszenicy.
W latach 1820–1828 był redaktorem (założonego wraz z G. Korwinem) pisma Izys Polska.
Był członkiem Towarzystwa Warszawskiego Przyjaciół Nauk, współpracował z organizacjami naukowo-technicznymi w Rosji, Austrii, Niemczech i Belgii.
Od 1847 na emeryturze. Jest pochowany na cmentarzu Powązkowskim (kwatera 159-5-12).